# Crucificado (1627, Zurbarán)
Cristo en la Cruz es un cuadro de Francisco de Zurbarán realizado en 1627.
En 1626 y ante un notario, firmó un nuevo contrato con la comunidad de los predicadores de la orden dominicana de San Pablo el Real, en Sevilla: tenía que pintar 21 cuadros en ocho meses. Fue entonces, en 1627, cuando pintó el "Cristo en la Cruz", obra que fue tan admirada por sus contemporáneos que el Consejo Municipal de Sevilla le propuso que se instalara en dicha ciudad en 1629.

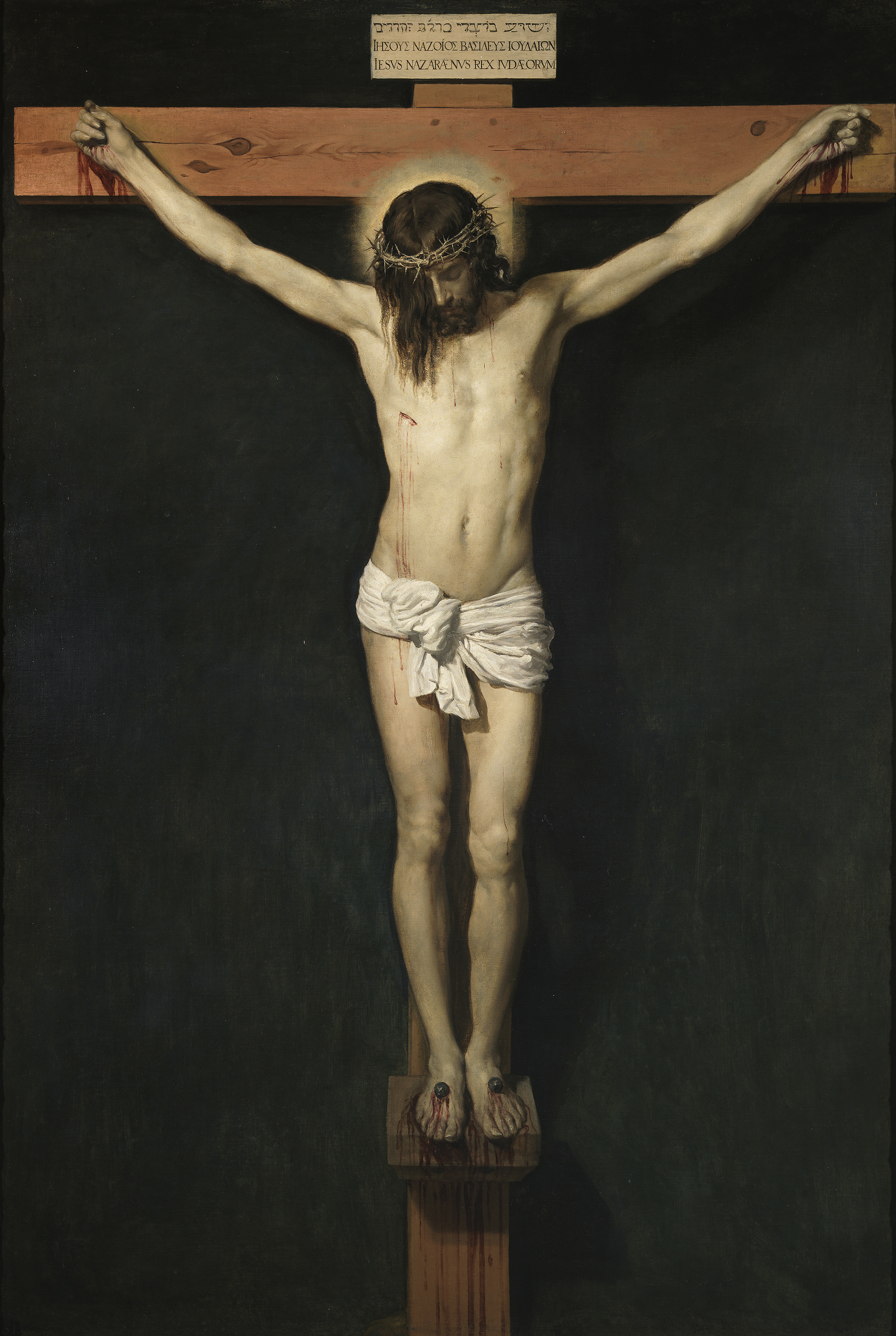
Cristo crucificado de Velázquez 1632, (250 x 170 cm). Museo del Prado. Madrid.

En este cuadro la impresión de relieve es sorprendente: Cristo está clavado en una burda cruz de madera. El lienzo blanco, luminoso, que le ciñe la cintura, con su hábil drapeado—ya de estilo barroco—, contrasta dramáticamente con los músculos flexibles y bien formados de su cuerpo. Su cara se inclina sobre el hombro derecho. El sufrimiento, insoportable, da paso a un último deseo: la Resurrección, último pensamiento hacia una vida prometida en la que el cuerpo, torturado hasta la extenuación, pero ya glorioso, lo demuestra.
Igual que en La Crucifixión de Velázquez (pintado hacia 1630, más rígido y simétrico), los pies están clavados por separado. En esa época, las obras, en ocasiones monumentales, trataban de recrearse morbosamente en la crucifixión, de ahí el número de clavos.
Por ejemplo, en las Revelaciones de Santa Brígida se habla de cuatro clavos. Por otra parte, y tras los decretos tridentinos, el espíritu de la Contrarreforma se oponía a las grandes escenificaciones orientando, especialmente a los artistas, hacia las composiciones en las que se representara únicamente a Cristo. Muchos teólogos sostenían que tanto el cuerpo de Jesús como el de María tenían que ser unos cuerpos perfectos. Zurbarán aprendió estas lecciones afirmándose, a los veintinueve años, como un maestro incontestable.
Existen varias obras de Francisco de Zurbarán con la misma temática:
- Crucificado (1627, Zurbarán), 290 x 168 cm., en el Chicago Art Institute;
- Crucificado (1634, Zurbarán), 255 x 193 cm., en el Museo de Bellas Artes de Sevilla;
- Crucificado (1637-39, Zurbarán), 78 x 55 cm., en el Hospital de la Caridad (Sevilla);
- Crucificado con San Lucas, 1638, 105 x 84 cm., en el Museo del Prado (Madrid);
- Crucificado (1641-58, Zurbarán), 232 x 167 cm., en el Museo de Bellas Artes de Sevilla;

Una obra homónima del autor se encuentra en el Museo de Bellas Artes de Asturias en Oviedo, Asturias (España)
- Datos: Q3221342
- Multimedia: Crucifixion by Francisco de Zurbarán in the Art Institute of Chicago / Q3221342